# Desireless
Claudie Fritsch-Mentrop (París, 25 de diciembre de 1952), conocida artísticamente como Desireless (pronunciado  [de ziʁ ˈlɛs].) es una cantante francesa. Entre 1986 y 1988, su gran éxito, Voyage, Voyage se convirtió en número uno en muchos países de Europa y Asia, vendiendo más de cinco millones de copias.

## Trayectoria
A la edad de 20 años, Claudie acaba sus cursos de estilismo y se lanza al mundo de la moda. En los años 1970 lanza su propia colección, Poivre et sel. El proyecto arranca bien y se desarrolla ampliamente pero Claudie, no teniendo una verdadera afición por los negocios, decide abandonarlo.
Es a principios de los años 1980, después de un viaje a la India, cuando Claudie comienza a interesarse por la música. En 1984 conoce a Jean-Michel Rivat, con quien se pone a trabajar. Se integra en el grupo Air 89, con el cual lanza dos sencillos: Chercher l'amour fou en 1984 y Qui peut savoir? en 1986, que pasan sin pena ni gloria.
Es en 1986 cuando las cosas se aceleran, Claudie se convierte en Desireless y lanza el sencillo Voyage, Voyage, que fue muy bien recibido tanto en Francia como en el extranjero. 
Un segundo sencillo, John, seguirá en 1988 reafirmando su primer éxito, logrando el número 5 en Francia. En 1989 publica el álbum François, acompañado del sencillo Qui sommes nous? Durante el mismo periodo tiene una hija, a la que llama Lili, y aprovecha esta etapa para alejarse del espectáculo.
Hacia 1994 Desireless regresa al escenario con un nuevo álbum, I Love You, compuesto con Charles France. Il Dort es el primer sencillo.
Después de diversos encuentros musicales Desireless inicia una gira de un año en 2000 con el guitarrista Michel Gentils.
En 2003 Sony Music lanza su primera recopilación, Ses plus grands succès, conteniendo dos nuevas canciones. En diciembre del mismo año, Claudie lanza un álbum acústico producido por ella misma llamado Un brin de paille, testimonio de su gira en 2000.
Claudie encuentra en seguida a Fabian Scarlakens, con quien trabaja en un espectáculo eurodance llamado La vie est belle, que inicia en Estonia recorriendo toda Europa antes de pasar por París. Un CD con 5 canciones producido por ella misma es comercializado en 2004.
2007 marca su retorno con el álbum More Love and good vibrations.

## Discografía

### Álbumes
- François - (1989) #29 Francia
- I Love You - (1994)
- François (French Re-release 2001) - (2001)
- Ses plus grands succès - (2003)
- Un brin de paille - (2004)
- More love and good vibrations - (2007)
- Le petit bisou - (2007) a dúo con Mic-Eco
- L'Expérience Humaine - (2011)

### Sencillos
De François:
- 1986 - Voyage, Voyage

 Francia #2 -  Alemania #1 -  Austria #1 -  Bélgica #1 -  Dinamarca #1 -  Bolivia #1 -  España #1 -  Grecia #1 -  Israel #1 -   Italia #26 
  Líbano #1 -  Noruega #1 -  Portugal #1 -  Países Bajos #11  Reino Unido #53 en 1987 #5 en 1988 -  Suecia #11  Suiza #4  Tailandia #1  Yugoslavia #1
- 1988 - John

 Francia #5 -  Alemania #37 -  Reino Unido #92
- 1989 - Qui sommes nous?

 Alemania #88
- 1990 - Elle est comme les etoiles

De I Love You:
- 1994 - Il dort
- 1994 - I Love Yo

De Un brin de paille:
- 2004 - La vie est belle